# 平田実音
平田 実音（ひらた みお、1983年〈昭和58年〉6月1日 - 2016年〈平成28年〉8月5日）は、日本の元タレント、元女優。『ひとりでできるもん!』の初代舞ちゃんとして知られる。
東京都港区出身。青山学院中等部・高等部、青山学院大学文学部心理学科卒業。血液型A型。星座は双子座。

## 経歴
- 1985年、2歳の時にモデルとして芸能界にデビュー[5]。
- 1991年4月から始まった『ひとりでできるもん!』（NHK教育テレビ）で初代舞ちゃん役を担当し人気を集める[6]。1993年には『NHK紅白歌合戦』にゲストとして出場する[7]。
- 1994年3月に『ひとりでできるもん!』を卒業するが、1998年度、1999年度にも、『ひとりでできるもん!』で『チーまいちゃん』こと水沢まい（秋田きよ美）のお姉さん、舞ちゃん役として再登場[7]。2000年には、『みんなの広場だ!わんパーク』にミーオ役で出演し、ダリオ役の戸田ダリオと共に司会進行を務める[7]。
- 大学進学を機に学業専念のため、芸能活動を休止[6]。
- その後は、ファミリーイベントや朗読会、手話通訳（大学では手話サークルに所属[4]）などの活動を続けていたが、程なく芸能界から引退[5][7]。
- 2012年頃には肝臓の具合が悪くなり入退院を繰り返していたが、2016年8月5日に自宅で倒れているのを母親に発見され、搬送先の病院で肝不全により死去[2][8]。『みんなの広場だ!わんパーク』の製作に携わったという芸能事務所ゲンプランニングの代表取締役社長加藤元が、8月7日に自身のFacebookで明らかにし[9]、9月1日にマスコミが報道した[7][10]。

## 作品

### シングル
- ときめきランド（1992年） - 『ひとりでできるもん!』1992年度オープニングテーマ及びエンディングテーマ。
- ワクワクしてる!（1993年） - 『ひとりでできるもん!』1993年度オープニングテーマ及びエンディングテーマ。
- ソウルわんパーク[4]（2000年） - 『みんなの広場だ!わんパーク』テーマソング。ミーオ名義。

## 出演

### テレビ番組
- ひとりでできるもん!（1991年 - 1994年、1998年 - 2000年、NHK教育テレビ）[11]
- ミッキー&舞ちゃんの夢と魔法のクリスマス（1993年、NHK総合テレビ）[11]
- 第44回NHK紅白歌合戦（1993年、NHK）[11]
- 上岡龍太郎がズバリ!（1995年、TBSテレビ）[11]
- ゲーム王国（1996年、テレビ東京）[11]
- ニャンちゅうといっしょ（NHK教育テレビ）
- みんなの広場だ!わんパーク（2000年 - 2003年、NHK教育テレビ）[11]

### 映画
- ゴジラvsメカゴジラ（1993年）超能力少女ミカ[4][11]（精神開発センターの子供[1]） 役

### CM・広告
- 大正製薬、ヴィックス・ヴェポラップ（1988年）
- エースコック、カップDo（1993年）[11]
- タカラ、本みりん（1994年）[11]
- 日本食肉消費総合センター（1994年）[11]
- 日本道路公団、中央高速道路工事（1994年）[11]
- クワムラ食品、チキンハム（1994年）[11]
- 佐賀とよのか（1994年）[11][12]
- 東山動物園（名古屋市）プロモーションビデオ（1994年）[11][4]
- 佐賀県プロモーションビデオ（1994年）[11][4]
- ダイニチ工業、ブルーヒーター（1995年 - 1999年）イメージガール[11][4]
- 栄光学園（1998年）[11]
- 北海道電力、なるほどパワーステーション（1998年）[11][4]
- 日本船主協会、船と地球環境（1999年） - 小中学校社会科教科書[11][4]。
- 総務省、さわやか行政サービス運動（2002年）スチール[11][4]
- バンダイ
- 日本マクドナルド
- 日立製作所、オーブンレンジ[12]

### ゲーム
- ひとりでできるもん! ～クッキング伝説～（1992年）ゲームボーイ